# Sulevi Manninen
Kaarlo Otto Sulevi Manninen, född 24 november 1909 i Helsingfors, död 10 februari 1936 i Tavastehus, var en finländsk översättare och poet.
Manninen var son till författarparet Otto Manninen och Anni Swan, samt bror till Antero och Mauno Manninen. Han tog studenten vid Helsingfors normallyceum 1927 och avlade filosofie kandidatexamen vid Helsingfors universitet 1933. Hösten 1927 studerade han franska i Paris och Geneva.
Manninen översatte till finska pjäser av Molière samt gav ut en diktsamling.